# Akka Arrh
Akka Arrh es un videojuego de acción desarrollado por Llamasoft y publicado por Atari. Combina elementos de juegos de disparos y defensa de torres. Se basa en un prototipo que data de la década de 1980 pero que nunca se hizo público.
Fue lanzado para Atari VCS, Microsoft Windows, Nintendo Switch, PlayStation 4 y 5, Xbox One y Series X/S.

## Gameplay
Los jugadores controlan una torreta fija con forma de cabeza de carnero que es atacada por varios enemigos. Los enemigos quieren robarle cápsulas al jugador, que actúan como una barra de salud. Los jugadores pueden lanzar bombas sobre los enemigos para destruirlos. Los enemigos destruidos de esta manera emiten ondas de choque que destruirán aún más a los enemigos cercanos, provocando reacciones en cadena y otorgando bonificaciones cada vez mayores a la puntuación de los jugadores. Las bombas tienen munición ilimitada, pero restablecen la bonificación a cero. Algunos enemigos son inmunes a las bombas y deben ser destruidos disparándoles. Esta munición está limitada al número de enemigos destruidos por las bombas. Los jugadores también pueden encontrar potenciadores.

## Desarrollo
Akka Arrh fue un prototipo en 1982 en Atari, Inc. pero no fue lanzado.
Cuando a Jeff Minter se le dio la oportunidad de rehacer un juego del catálogo anterior de Atari, eligió Akka Arrh . Dijo que el diseño del juego original era "interesante pero defectuoso" y carecía de un diseño convincente para atraer a los jugadores cuando perdían. Atari lanzó Akka Arrh para Atari VCS, Windows, PlayStation 4 y 5, Xbox One y Series X/S, y Switch el 21 de febrero de 2023.

## Recepción
En Metacritic, Akka Arrh recibió críticas positivas en Windows y críticas mixtas en Switch y PlayStation 5. Eurogamer lo calificó de esencial y lo describió como un juego elegante que convierte el caos en coreografía. Jugador incondicional lo llamó "un juego de disparos absolutamente fantástico" y elogió su jugabilidad única. Push Square disfrutó de los combos, el humor y la música, pero dijeron que no es tan adictivo como otros primeros juegos de Atari. Al describirlo como "una verdadera mezcla", Gamezebo elogió la estética y la jugabilidad única, pero dijeron que puede ser demasiado extraño y mal explicado para algunas personas.